# Andrena fuscicauda
Andrena fuscicauda är en biart som först beskrevs av Henry Lorenz Viereck 1904.  Andrena fuscicauda ingår i släktet sandbin, och familjen grävbin. Inga underarter finns listade i Catalogue of Life.